# Bo Kanda Lita Baehre
Bo Kanda Lita Baehre (* 29. April 1999 in Düsseldorf) ist ein deutscher Stabhochspringer. Er tritt für Düsseldorf Athletics an und gewann im Jahr 2022 die Silbermedaille bei den Leichtathletik-Europameisterschaften.

## Karriere
Lita Baehre wuchs im Düsseldorfer Stadtteil Flingern auf. Nach der Montessori-Grundschule besuchte er das Lessing-Gymnasium.
Seine sportliche Laufbahn begann Lita Baehre bei ART Düsseldorf, wo er im Basketball und in der Leichtathletik aktiv war. 2016 wechselte er in die Leichtathletik-Abteilung des TSV Bayer 04 Leverkusen. Er gewann mehrere Deutsche Juniorenmeisterschaften, im Jahr 2017 wurde er deutscher U20-Hallenmeister und deutscher U23-Meister im Stabhochsprung. Zudem startete Lita Baehre 2017 bei den deutschen Meisterschaften in Erfurt und sicherte sich mit einer übersprungenen Höhe von 5,60 m den deutschen Meistertitel vor Raphael Holzdeppe und Tobias Scherbarth. Weiterhin wurde er 2017 auch deutscher U20-Meister 2017 im Stabhochsprung. Seine beste internationale Platzierung erzielte er am 1. Oktober 2019 mit einem vierten Platz und übersprungenen 5,70 m bei den Weltmeisterschaften 2019 in Doha und mit 5,85 m bei den Europameisterschaften 2022 in München.
Neben seiner eigentlichen Disziplin gewann er im Jahr 2016 den deutschen U20-Meistertitel in der 4-mal-100-Meter-Staffel.
Lita Baehre besitzt die C-Trainer-Lizenz.
Im Jahr 2021 belegte Baehre bei den Olympischen Spielen 2020 in Tokio mit 5,70 m den elften Platz. Ein Jahr später übersprang er bei den Europameisterschaften eine Höhe von 5,85 m und gewann mit Silber seine erste internationale Medaille bei den Senioren. Bei den Europameisterschaften wurde Baehre erstmals vom Südafrikaner Chauncey Johnson trainiert, der auch Trainer von Tim Lobinger und Raphael Holzdeppe war.
Nach 7 Jahren in Leverkusen kehrte Lita Baehre 2023 wieder zu seinem Heimatverein ART Düsseldorf.
Bei den Olympischen Spielen 2024 in Paris belegte Lita Baehre mit übersprungenen 5,70 m höhen- und fehlversuchgleich mit Oleg Zernikel den 9. Platz.

## Privat
Lita Baehre ist der Sohn einer deutschen Mutter und eines kongolesischen Vaters. Er hat einen älteren Bruder und eine jüngere Halb-Schwester.
Er ist der Cousin des englischen Fußballspielers Leroy Lita, welcher für den FC Reading und Swansea City in der Premier League gespielt hat.
Bei seiner Geburt entdeckte man auf dem linken Auge grauen Star, weshalb Lita Baehre früh an der Linse operiert werden musste. Auf dem Auge hat er weniger Sehkraft und es ist deutlich empfindlicher. Deshalb trägt er häufig bei Sonneneinstrahlung aus gesundheitlichen Gründen eine Brille.
Lita Baehre begann in Köln ein Studium der Betriebswirtschaftslehre, das er aber zeitweise ruhen lässt, um sich auf den Sport zu konzentrieren.

## Persönliche Bestleistungen
- Freiluft: 5,90 m, 25. Juni 2022 in Berlin[6]
- Halle: 5,70 m, 10. Februar 2019 in Chemnitz

## Auszeichnungen
- 2018: Jugend-Leichtathlet des Jahres in Deutschland